# Темниковский, Евгений Николаевич
Евге́ний Никола́евич Темнико́вский  (26 ноября 1871, село Осиновка, Кирсановский уезд, Тамбовская губерния — 1919) — профессор церковного права в Харьковском университете.

## Биография
Родился в семье священника.
В 1896 году окончил Казанскую духовную академию (XXXVII курс), получив степень кандидата богословия с правом преподавания в семинарии. Ученик Ильи Бердникова.
С 1896 года Преподаватель арифметики и геометрии в Тобольском женском духовном училище, коллежский асессор.
В  1898 году защитил диссертацию «Государственное положение религии во Франции с конца XVIII столетия в связи с общим учением об отношении нового государства к религии» и получил степень магистра богословия.
С 1899 года преподаватель в Рязанской духовной семинарии, член Рязанского епархиального училищного совета.
Экстраординарный профессор по кафедре церковного законоведения Демидовского юридического лицея, коллежский советник (1901), статский советник (1905), экстраординарный профессор по кафедре церковного права юридического факультета Харьковского университета (1906), секретарь факультета.
Награжден орденами св. Станислава III и II (1911) степени, св. Анны III и II (1915) степени. Холост.
Член Поместного собора Православной российской церкви участвовал до 28 августа 1917 года.

## Труды
- Очередные нужды Тобольского женского епархиального училища / [Ев. Темниковский]. - [Тобольск] : тип. Тобол. епарх. братства, [1897]. - 6 с
- Государственное положение религии во Франции с конца прошлого столетия в связи с общим учением об отношении нового государства к религии : Опыт из области церк. права / (Соч.) Евгения Темниковского. - Казань : типо-лит. Ун-та, 1898. - XII, 366, V с.; 25.
- К вопросу о канонизации святых / Ярославль, тип. Губернского правления, 1903. - 81 с
- Новая книга о папстве / Евг. Темниковский. — Ярославль : Типолитогр. наслед. Э.Г.Фальк, 1904. — 31 с.
- К вопросу об exceptio spoii : По поводу дис. проф. С.П. Никонова - Развитие защиты владения в средневековой Европе. Харьков. 1905 г. / Евг. Темниковский. - Харьков : Центр. хромо-типо-лит., 1907. - 36 с.; 25.
- Один из источников духовного регламента : Докл., прочит. в Ист.-филол. о-ве при Харьк. ун-те 19 февр. 1909 г. / Евг. Темниковский. - Харьков : тип. "Печ. дело", 1909. - [2], 11 с.; 26.
- Положение императора всероссийского в русской православной церкви в связи с общим учением о церковной власти : Ист.-догмат. очерк / Евг. Темниковский. - Ярославль : тип. Губ. правл., 1909. - 72 с
- Брачное совершеннолетие для лиц христианских вероисповеданий по русскому праву/ Е. П. Темниковский. //Журнал Министерства юстиции. - 1915. - № 1. Январь. - С. 1 - 48
- Канонизация святых. Православная богословская энциклопедия. Том 8, с. 253. Издание Петроград. Приложение к духовному журналу "Странник" за 1907 г.